# Mabel and Fatty's Simple Life
Mabel and Fatty's Simple Life és una pel·lícula muda de la Keystone Film Company dirigida per Roscoe Arbuckle i protagonitzada per ell mateix i Mabel Normand. De dues bobines de durada, la pel·lícula es va estrenar el 18 de gener de 1915.

## Argument
Mabel és la filla d’un granger pobre que viu de manera ben senzilla però una hipoteca pesa sobre la granja. Jenkins, un terratinent ric, ofereix al pare de Mabel que ell cancel·larà tot el deute que pesa sobre la granja si Mabel es casa amb el seu fill però ella refusa ja que prefereix a Roscoe, un dels treballadors. Aleshores tot i que el pare la tanca a la seva cambra, Roscoe l’ajuda a fugir per tal que es puguin casar. Durant la fugida amb el cotxe del rival es produeix tot un conjunt de situacions hilarants abans que es puguin casar.

## Repartiment
- Roscoe Arbuckle (Roscoe)
- Mabel Normand (Mabel)
- Al St. John (fill del terratinent)
- Josef Swickard (pare de Mabel)
- Joe Bordeaux (treballador a la granja)
- Ted Edwards (capellà)
- Phyllis Allen
- Billy Gilbert
- Bobby Dunn (policia)